# Establo Isenoumi

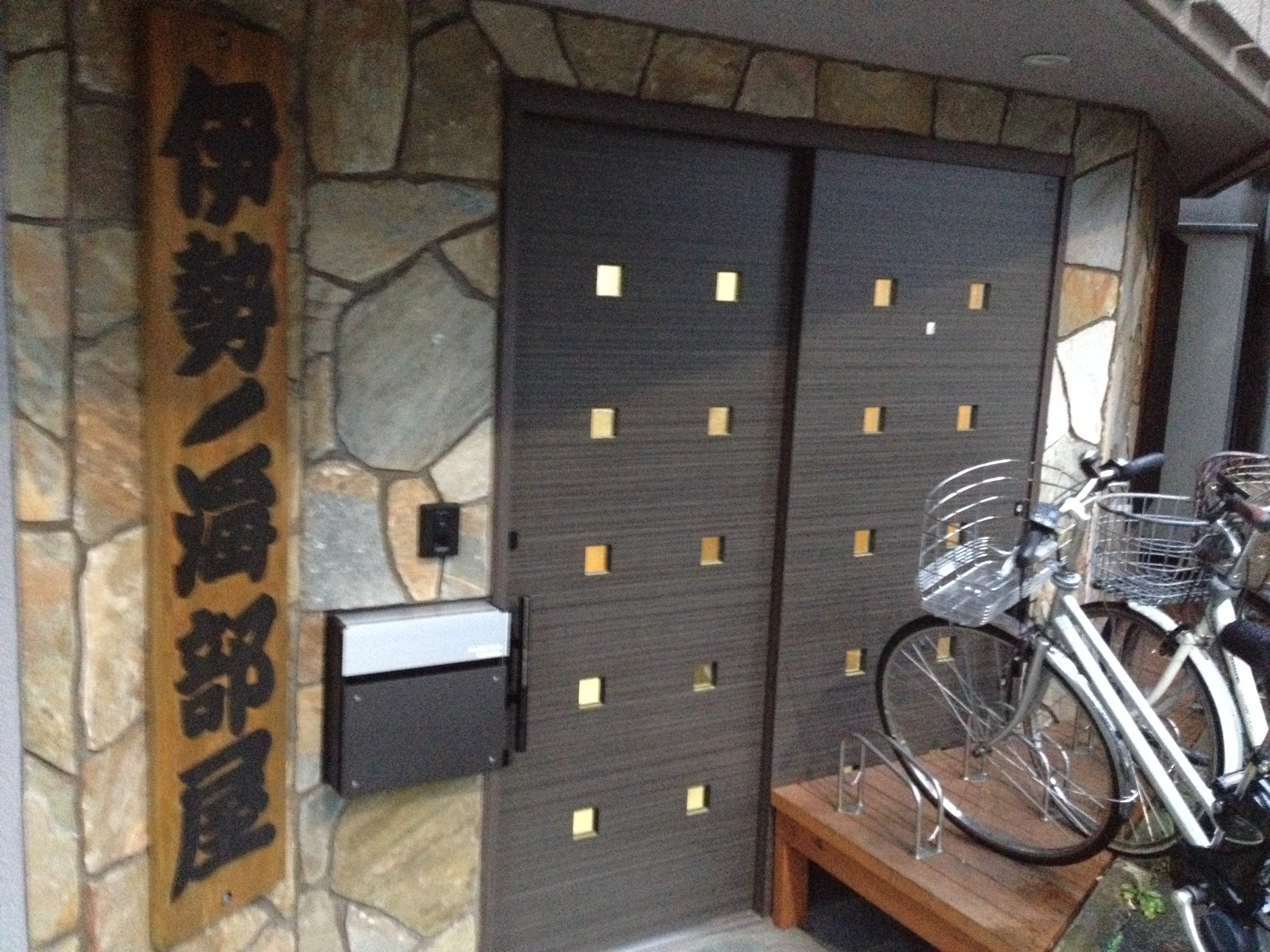
Entrada principal del Establo Isenoumi

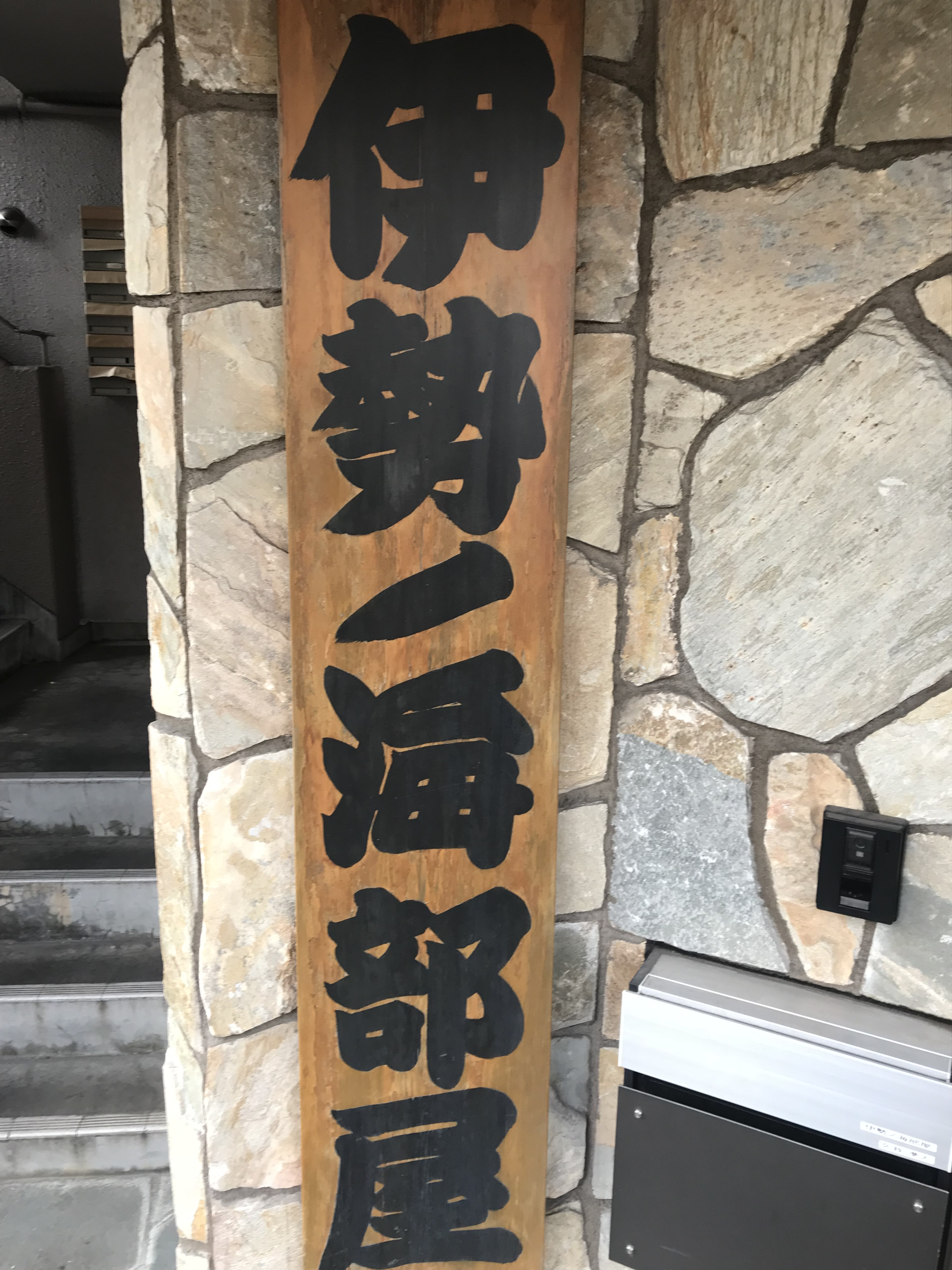
Placa de madera con el nombre del Establo Isenoumi

El Establo Isenoumi (伊勢ノ海部屋, Isenoumi-beya) es un establo de entrenamiento de sumo profesional. El recinto forma parte del ichimon Tokitsukaze. Su actual maestro y dueño es el ex maegashira Kitakachidoki. Para enero de 2023, el establo poseía un total de 12 luchadores.

## Historia
El nombre del establo Isenoumi esta relacionado con una de las posiciones de maestro/anciano más antiguas en el sumo, remontándose a mediados del siglo XVIII. El legendario luchador Tanikaze, uno de los primeros yokozuna, y su pupilo Raiden, considerados como los mejores rikishi de la historia, fueron ambos miembros del primer establo Isenoumi. Sin embargo, su actual generación fue fundada en 1949. En los años 60, el establo produjo al yokozuna Kashiwado, el cual se independizó tras su retiro para fundar su propio establo, el establo Kagamiyama en 1970. En diciembre de 1982, el ex sekiwake Fujinokawa asumió el control del establo.
El retiro de Tosanoumi en diciembre de 2010 dejó brevemente al establo sin ningún sekitori por primera vez desde 1983, hasta que Ikioi fue promovido a la división jūryō un año después. Fujinowaka alcanzó la edad de retiro obligatoria a los 65 años en septiembre de 2011, por lo cual le entregó el control del establo al ex maegashira Kitakachidoki. El establo estuvo ubicado durante mucho tiempo dentro del barrio especial de Edogawa en la ciudad de Tokio, por lo que para ayudar a combatir las altas tasas de crimen en el área, el anterior maestro Isenoumi le había ordenado a sus luchadores realizar patrullas nocturnas, convirtiéndose en el primer establo en hacerlo. En abril de 2012, el establo fue mudado a unas nuevas instalaciones en el barrio especial de Bunkyō.
El establo solía tener una política de no aceptar luchadores extranjeros o universitarios, no obstante, en 2020 el luchador mongol Arauma se unió al establo.
En julio de 2021, Isenoumi absorbió al pequeño establo Kagamiyama con tan solo dos luchadores, y el cual había sido fundado tras la independencia de Kashiwado en 1970. En abril de 2024, Isenoumi también absorbió a un luchador del difunto establo Michinoku.

## Dueños
- 2011–presente: El décimo segundo (12°) Isenoumi Hayato (riji, ex maegashira Kitakachidoki)
- 1982–2011: El décimo primer (11°) Isenoumi Yukishige (ex sekiwake Fujinokawa)
- 1949–1982: El décimo (10°) Isenoumi Hirotake (ex maegashira Kashiwado)

## Luchadores activos destacados
- Nishikigi (mejor rango: komusubi)
- Fujinokawa (mejor rango: maegashira)

## Entrenadores
- Katsunoura Toshiro (riji, ex maegashira Kirinishiki)
- Tatekawa Toshio (shunin, ex sekiwake Tosanoumi)
- Kabutoyama Tsuyoshi (iin, ex maegashira Ōikari)
- Kasugayama Shōta (toshiyori, ex sekiwake Ikioi)
- Kagamiyama Shōji (san'yo, ex sekiwake Tagaryū)

## Exluchadores destacados
- Kashiwado (el cuadragésimo séptimo (47°) yokozuna)
- Hattori (ex maegashira)
- Kagamiō (ex maegashira)

## Gyōji
- Shikimori Kainosuke (sandanme gyōji, de nombre real: Kaito Saita)

## Yobidashi
- Masayuki (jonidan yobidashi, de nombre real: Masayuki Takagi)

## Tokoyama
- Tokomasa (tokoyama de segunda clase)
- Tokoharu (tokoyama de tercera clase)

## Ubicación y acceso
Sengoku 1-22-2, barrio especial de Bunkyō, Tokio. A 5 minutos caminando desde la Estación Sengoku (Línea Toei Mita)